# Esther Fennel
Esther Fennel (* 31. Dezember 1981) ist eine ehemalige deutsche Radrennfahrerin. Sie wurde zweimal Bayrische Bergmeisterin und einmal Nordrhein-Westfälische Bergmeisterin. Ihre bis dahin bedeutendste internationale Platzierung erzielte sie 2013 als Vierte der Tour de Feminin – O cenu Ceského Švýcarska.
Ende 2014 beendete Fennel ihre aktive Radsportlaufbahn.

## Erfolge
2009
 Bayerische Bergmeisterschaften
2010
Albstadt-Etappenrennen
2011
 Bayerische Bergmeisterschaften
2012
 „Amateur-Trikot“ Thüringen-Rundfahrt
 Nordrhein-Westfälische Straßenmeisterschaften
Gesamtwertung Rad-Bundesliga
2013
 Deutsche Meisterschaften im Einzelzeitfahren
Gesamtwertung Rad-Bundesliga 2013